# Distretto di Yauli (Huancavelica)
Il distretto di Yauli  è uno dei diciannove distretti della provincia di Huancavelica, in Perù. Si trova nella regione di Huancavelica e si estende su una superficie di 319.92 chilometri quadrati.